# Mike Allen (Radsportler)
Michael Gary „Mike“ Allen (* 20. Mai 1935 in Los Angeles) ist ein ehemaliger US-amerikanischer Radrennfahrer und nationaler Meister im Radsport.

## Sportliche Laufbahn
Allen war im Straßenradsport aktiv. 1964 war er Teilnehmer der Olympischen Sommerspiele in Tokio. Die Mannschaft der USA belegte im Mannschaftszeitfahren beim Sieg der Niederlande mit Michael Hiltner, John Allis, Mike Allen und Wes Chowen den 20. Platz. Allan startete für den Riverside Bicycle Club.